# 삽야이군
삽야이군은 차이야품주의 행정 구역이다. 이 지역의 총 인구 수는 2005년 기준으로 13466명이다. 인구 밀도는 78.8km2이다.

## 행정 구역
| 번호 | 지명       | 태국어 지명 | 빌리지 | 인구  |  |
| 1.   | Sap Yai    | ซับใหญ่       | 12     | 6,097 |  |
| 2.   | Tha Kup    | ท่ากูบ        | 11     | 4,177 |  |
| 3.   | Tako Thong | ตะโกทอง     | 10     | 3,192 |  |